# Jagdschloss Holzgerlingen

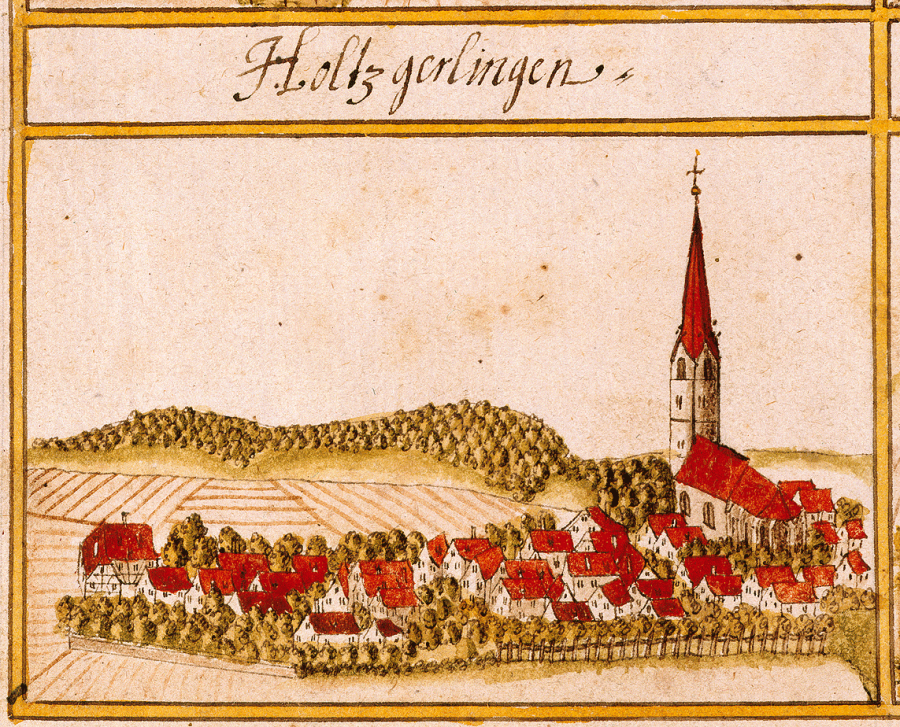
Kiesersche Forstkarte von 1683, das Jagdschloss befindet sich hinter der Kirche

Das Jagdschloss Holzgerlingen war ein Gebäude in Holzgerlingen im Landkreis Böblingen in Baden-Württemberg. Durch Umnutzung könnte das Gebäude identisch mit dem heutigen Pfarrhaus von Holzgerlingen sein (Lage).

## Geschichte
Um 1328 wurde erstmals eine Burg in Holzgerlingen erwähnt. Um 1348 wurde Holzgerlingen von den Pfalzgrafen von Tübingen an die Herzöge von Württemberg verkauft, das Schloss diente als Jagdschloss. Bis um 1500 war das Schloss ein Festes Haus, im 16. Jahrhundert wurden bauliche Veränderungen vorgenommen.

## Kontroverse
In der Forschung gibt es eine Meinungsverschiedenheit darüber, ob das Schloss dasselbe Gebäude wie das heutige Pfarrhaus beschreibt.

Befürworter dieser Theorie vermuten, dass die Mauer des Pfarrhauses, die früher wohl an die Kirchhofmauer gestoßen sei, eventuell eine Wehranlage beherbergt habe. Außerdem sei die Umnutzung von Niederadelsburgen in Pfarrhäuser nicht unüblich. Zudem wird auf einen indirekten Beleg verwiesen, nach dem 1296 eine Gruppe von 20 adligen Personen, darunter der Pfalzgraf von Tübingen, in Holzgerlingen verhandelt habe. Jedoch sei nicht bekannt, wo und wieso verhandelt worden sei, aber ohne geeignete Unterbringungsmöglichkeit wäre Tübingen ein besserer Verhandlungsort gewesen. Demzufolge müssten geeignete Räumlichkeiten in Holzgerlingen existiert haben.

Gegner der These verweisen darauf, dass es keine Bezeugung des Schlosses sowie dessen Wirtschaftsgebäuden und Grundstücken gäbe. Zudem sei das Pfarrhaus erst im Mittelalter im Zuge des Kirchenumbaus im 15. Jahrhundert erbaut worden.